# Коновалов Микита Сергійович
Мики́та Сергі́йович Конова́лов (10 червня 1994, Київ, Україна) — український футболіст, що грає на позиції півзахисника у аматорському клубі «Світанок-Агросвіт». Син екс-гравця збірної України Сергія Коновалова.

## Життєпис
Микита Коновалов народився у Києві в родині футболіста «Динамо» та збірної України Сергія Коновалова. Вихованець київського футболу. В чемпіонатах ДЮФЛУ виступав у складі ДЮСШ-15 та «Зірки». Після закінчення академії захищав кольори аматорського клубу «Волна» з Андріївки, а згодом перейшов до «Севастополя», у тренерському штабі якого працював його батько. У складі «моряків» Микита виступав за молодіжну та резервну команди.
Після анексії Криму уклав угоду з донецьким «Олімпіком», однак зігравши лише пару матчів у молодіжному чемпіонаті, залишив клуб у статусі вільного агента та підтримував форму в складі київського «Локомотива», разом з яким брав участь у Меморіалі Макарова взимку 2015 року. Не знайшовши варіантів в Україні, Коновалов перебрався до Грузії, відгукнувшись на пропозицію місцевої «Гурії», де виступав разом з іншими українцями — Дмитром Бєловим та Юрієм Шевелем. Втім, другу половину 2015 року він знову розпочав на Батьківщині — у складі білоцерківського «Арсенала-Київщина».
Навесні 2016 року 22-річний півзахисник підписав контракт з футбольним клубом «Полтава», однак і тут йому не вдалося закріпитися у основі, тож у пошуках кращої долі Коновалов перейшов до «Сум».
Напередодні сезону 2017/18 поповнив лави харківського «Металіста 1925». 30 серпня 2017 року відзначився дебютним м'ячем у складі харків'ян, вразивши ворота новокаховської «Енергії».
В лютому 2018 року перейшов до житомирського «Полісся».